# POP ETC
POP ETC (prononcé pop etcetera..) est un groupe de rock indépendant américain, originaire de Berkeley, en Californie. Il réside actuellement à Brooklyn, New York, et est constitué de Julian Harmon, Tim Or, et Chris Chu. 

## Biographie
En 2008, le groupe sort son premier album, Talking through Tin Cans sur le label +1 Records (Plus One Records). En décembre 2008, iTunes classe Talking Through Tin Cans meilleur album indépendant/alternatif de l'année 2008. Leur titre Speak Up apparaît dans la bande originale du film Twilight, chapitre V : Révélation.
Le groupe fait des tournées avec Broken Bells (en 2010), Grizzly Bear (automne 2009), The Kooks et Death Cab for Cutie (été 2008), Ra Ra Riot (automne 2008), et joue également avec des groupes comme Yo La Tengo, MGMT, Grand Archives, Yeasayer, Two Gallants, The Rosebuds, Au Revoir Simone, We Are Scientists, et les White Rabbits. Ils ont également fait une tournée avec The Submarines en 2009 et avec les Black Keys en 2010. 
En 2010, le groupe publie son deuxième album studio, Big Echo. La publicité pour la télévision 3D Sony en Inde utilise la chanson Excuses issue de l'album Big Echo. La même année, le frère de Chris Chu, Jon, remplace Joe Ferrell à la guitare. Le groupe se délocalise à Brooklyn, New York. En octobre 2010, ils publient leur chanson Virgins à La Blogthèque en France. En avril 2014, Chris Chu mixe le morceau 900 Hands pour le groupe Elskling.
Le groupe passera les trois prochaines années à écrire l'album homonyme, POP ETC, plus tard annoncé sous le titre Souvenir. Ils jouent avec The Wombats en 2015 et tourne en janvier 2016 avec Oh Wonder.

## Discographie

### Albums studio
- 2008 : Talking Through Tin Cans
- 2010 : Big Echo
- 2012 : Pop Etc
- 2016 : Souvenir

### EP
- 2006 : Loose Change
- 2007 : Boarded Doors
- 2008 : Waiting for a War
- 2008 : The Bedroom Covers
- 2009 : Grain of Salt
- 2009 : Lipstick
- 2011 : Japan Echo

### Autres
- 2008 : The Bedroom Covers
- 2009 : Lemonade - Skin and Bones
- 2010 : Big Echo
- 2016 : Running in Circle